# Tipula transfixa
Tipula transfixa är en tvåvingeart som beskrevs av Alexander 1933. Tipula transfixa ingår i släktet Tipula och familjen storharkrankar. Inga underarter finns listade i Catalogue of Life.